# Rachael Stirling
Rachael Atlanta Stirling (* 30. Mai 1977 in London) ist eine britische Schauspielerin.

## Leben und Karriere
Rachael Atlanta Stirling wurde als Tochter der Schauspielerin Diana Rigg und des schottischen Großgrundbesitzers Archibald Hugh Stirling geboren. Rachael Stirling wuchs in London und Schottland auf. Sie studierte Kunstgeschichte an der University of Edinburgh und debütierte als Schauspielerin 1997 auf der Bühne in Shakespeares Drama Othello. 1998 drehte sie ihren ersten Film, die Komödie Still Crazy über das Comeback einer einst berühmten Rockband. 2002 erregte sie große Aufmerksamkeit in der BBC-Miniserie Tipping the Velvet, einem in viktorianischer Zeit angesiedelten Lesbierinnen-Drama.
Im Sommer 2005 spielte sie am Royal National Theatre in London die Rolle der Miranda Lionheart in Theater des Grauens. Dieselbe Rolle hatte ihre Mutter Diana Rigg 1973 als Edwina Lionheart im gleichnamigen Film gespielt. Zurzeit ist Rachel am Londoner Vaudeville Theatre in Oscar Wildes Komödie Ein idealer Gatte als Lady Chiltern zu sehen.
2013 war Stirling in der britischen Kult-Serie Doctor Who in einer von Mark Gatiss geschriebenen Folge erstmals neben ihrer Mutter zu sehen. Sie spielten Mutter und Tochter, ebenso wie 2015–2017 in der Serie Detectorists.

### Persönliches
2016 heiratete Stirling den Musiker Guy Garvey. Sie lebt in London und ist seit April 2017 Mutter eines Sohnes. Sie gilt als eine erfahrene Reiterin und spricht fließend Russisch. Aus der ersten Ehe ihres Vaters stammen zwei Halbbrüder, mit denen sie engen Kontakt hat.

## Filmografie (Auswahl)
- 1998: Still Crazy
- 2000: Maybe Baby – Sex nach Plan (Maybe Baby)
- 2000: Complicity
- 2000: Am Anfang (In the Beginning, Fernsehfilm)
- 2001: Another Life
- 2001: The Triumph of Love
- 2001: Othello (Fernsehfilm)
- 2002: Tipping the Velvet (TV-Miniserie, 3 Folgen)
- 2003: Hercule Poirot: Das unvollendete Bildnis (Five Little Pigs)
- 2004: Freeze Frame
- 2004: Miss Marple: Mord im Pfarrhaus (Marple: The Murder at the Vicarage)
- 2006: The Haunted Airman (Fernsehfilm)
- 2007: Dangerous Parking
- 2009: Victoria, die junge Königin (The Young Victoria)
- 2009: Boy Meets Girl (TV-Miniserie, 4 Folgen)
- 2010: Centurion – Fight or Die (Centurion)
- 2011: Lachsfischen im Jemen (Salmon Fishing in the Yemen)
- 2012: Snow White and the Huntsman
- 2012–2014: The Bletchley Circle (Fernsehserie, 7 Folgen)
- 2013: Doctor Who (Fernsehserie, Folge 7x11)
- 2014–2017: Detectorists (Fernsehserie, 18 Folgen)
- 2017: Ihre beste Stunde – Drehbuch einer Heldin (Their Finest)
- 2018: The Bletchley Circle: San Francisco (Fernsehserie, 8 Folgen)
- 2019: Wild Bill (Fernsehserie, 6 Folgen)
- 2020: Life (Miniserie, 6 Folgen)
- 2021: Grantchester (Fernsehserie, Folge 6x01)
- 2021: Inspector Barnaby (Midsomer Murders, Fernsehserie, Folge 22x03)
- 2021: Hollington Drive (Fernsehserie, 4 Folgen)
- 2023: Heartstopper (Fernsehserie, 2 Folgen)
- 2023: The Chelsea Detective (Fernsehserie, Folge 2x01)

## Auszeichnungen
- 1999: Shooting Stars Award bei den Internationalen Filmfestspielen Berlin
- 2003: Dallas OUT TAKES Award als „Beste Schauspielerin“ für Tipping the Velvet